# Брам Вірц
Брам Вірц (нід. Bram Wiertz, 19 листопада 1919, Амстердам — 20 жовтня 2013, Амстердам) — нідерландський футболіст, що грав на позиції півзахисника за ДВС та національну збірну Нідерландів.

## Клубна кар'єра
У дорослому футболі дебютував 1937 року виступами за команду ДВС, кольори якої і захищав протягом усієї своєї кар'єри гравця, що тривала сімнадцять років. 

## Виступи за збірну
1951 року дебютував в офіційних матчах у складі національної збірної Нідерландів.
1952 року був включений до заявки національної збірної Нідерландів для участі у футбольному турнірі на Олімпійських іграх 1952 року у Гельсінкі, де взяв участь у єдиному матчі своєї команди, яка припинила боротьбу у першому ж колі змагання.
Загалом протягом кар'єри в національній команді, яка тривала 2 роки, провів у її формі 8 матчів.
Помер 20 жовтня 2013 року на 94-му році життя в Амстердамі.
| Дата       | Місто              | Господарі  | Результат | Гості      | Турнір           | Голи | Примітки |
| ---------- | ------------------ | ---------- | --------- | ---------- | ---------------- | ---- | -------- |
| 27-10-1951 | Роттердам          | Нідерланди | 4 – 4     | Фінляндія  | товариський матч | -    |          |
| 25-11-1951 | Роттердам          | Нідерланди | 6 – 7     | Бельгія    | товариський матч | -    |          |
| 6-4-1952   | Антверпен          | Бельгія    | 4 – 2     | Нідерланди | товариський матч | -    |          |
| 14-5-1952  | Амстердам          | Нідерланди | 0 – 0     | Швеція     | товариський матч | -    |          |
| 16-7-1952  | Турку              | Нідерланди | 1 – 5     | Бразилія   | ОІ 1952          | -    |          |
| 21-9-1952  | Копенгаген         | Данія      | 3 – 2     | Нідерланди | товариський матч | -    |          |
| 19-10-1952 | Антверпен          | Бельгія    | 2 – 1     | Нідерланди | товариський матч | -    |          |
| 15-11-1952 | Кінгстон-апон-Галл | Англія     | 2 – 2     | Нідерланди | товариський матч | -    |          |
| Усього     |                    | Матчів     | 8         |            | Голів            | 0    |          |